# David Fernández Miramontes
Pour les articles homonymes, voir David Fernández.
David Fernández Miramontes est un footballeur espagnol né le 20 janvier 1976 à La Corogne (Galice). 
Attaquant finaliste de la coupe UEFA avec le Celtic FC en 2003, c'est l'un des quatre remplaçants à ne pas être entré en jeu durant la partie. Est arrivé en Écosse en provenance du Deportivo La Corogne. Il est passé par Airdrie United FC, Livingston FC où il a réalisé sa meilleure saison (12 buts) avant de signer au Celtic FC puis d'être prêté un an (2003/04) à… Livingston FC. À la suite de son départ du Celtic FC en juin 2005, il signe à Dundee United pour trois ans avant finalement de quitter le club en fin de saison pour Kilmarnock FC où il s'est blessé gravement aux ligaments du genou (environ 10 mois d'absence) à la suite d'un tacle de Gary Caldwell défenseur du Celtic FC lors de la 12e journée de Scottish Premier League.

## Palmarès
- finaliste de la coupe UEFA 2003 (Celtic FC)
- vainqueur de la coupe de la ligue écossaise 2004 (Livingston FC)